# Bomba antipista

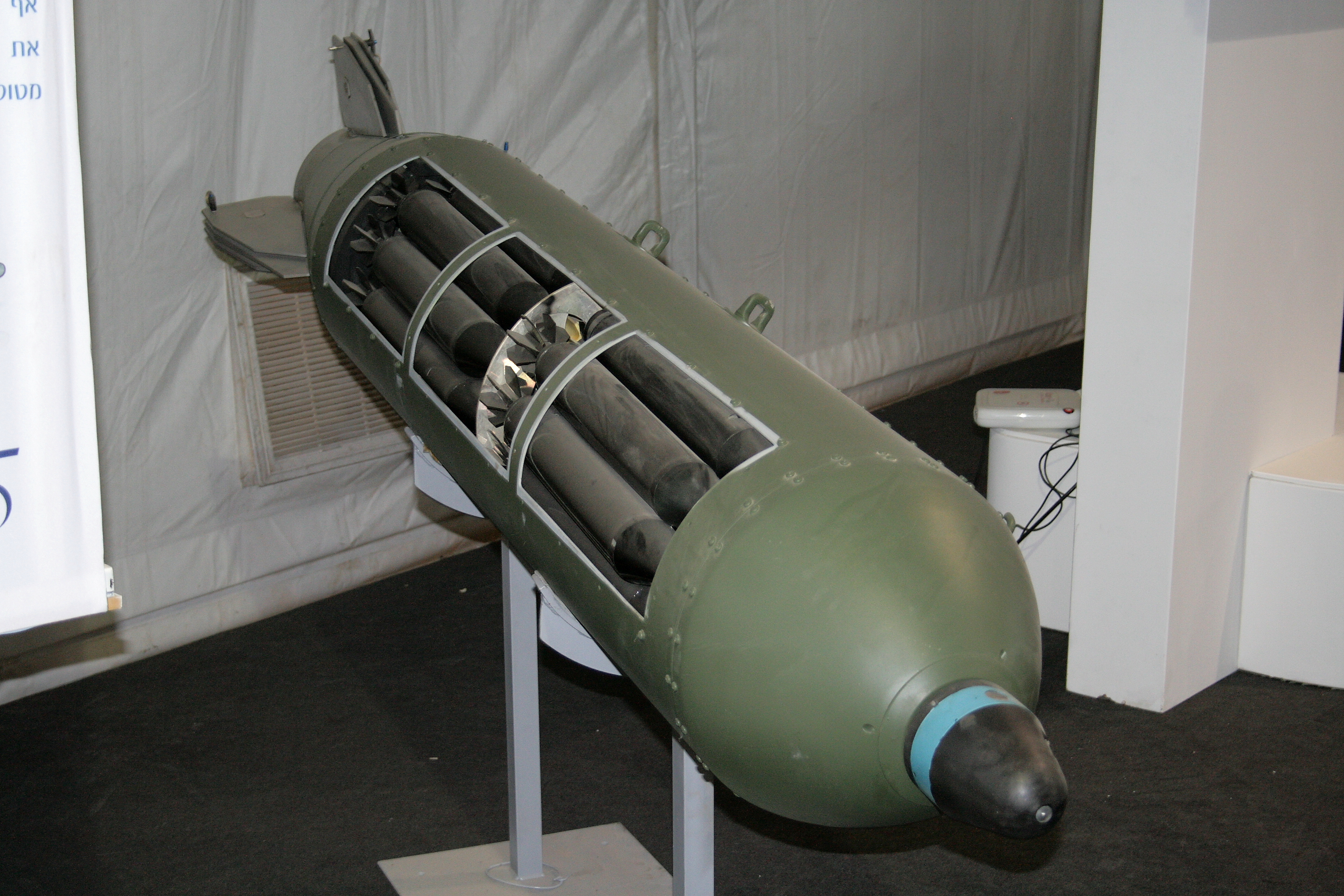
Munición de ataque de pista moderna IMI

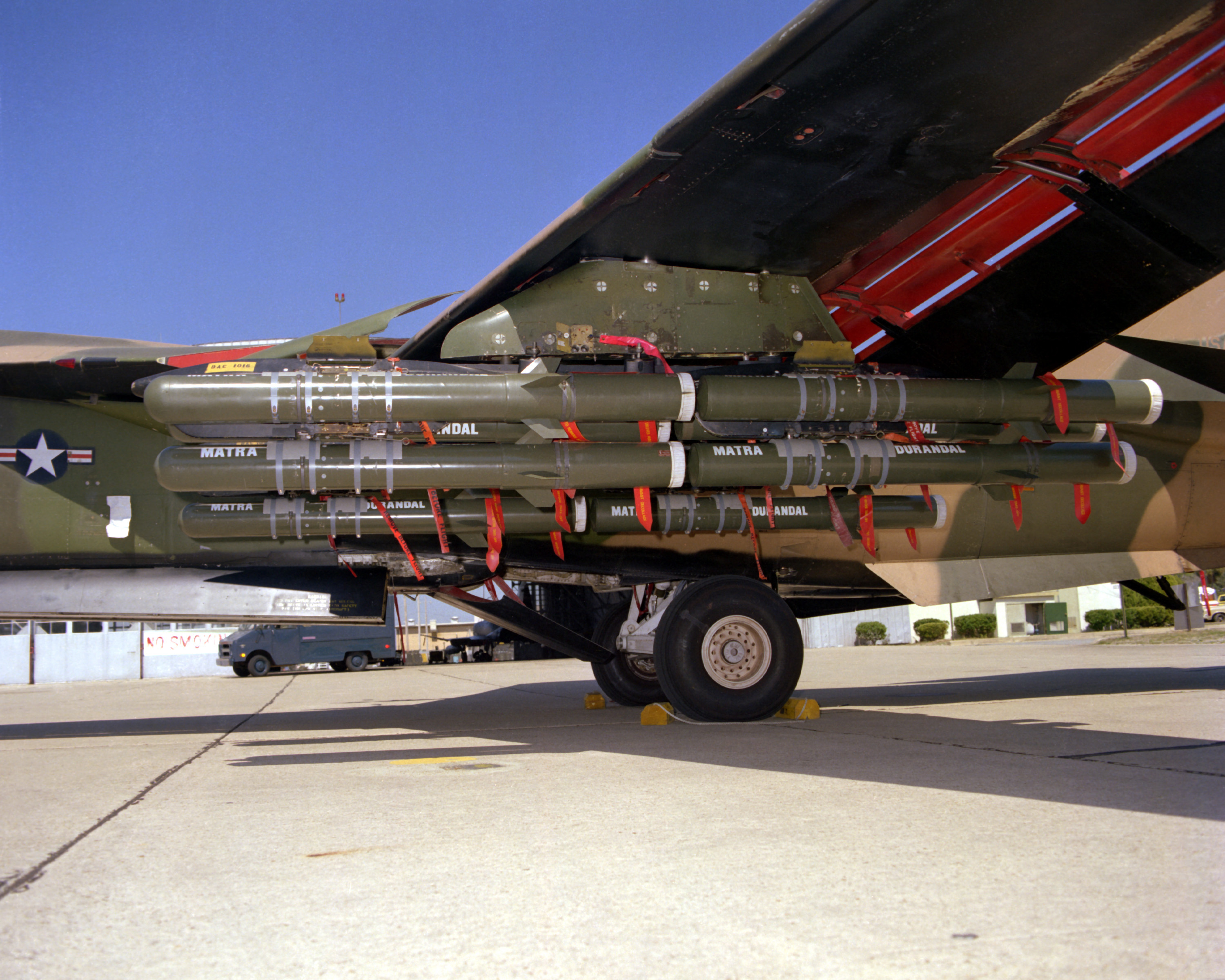
Bombas antipista Matra Durandal (designación estadounidense: BLU-107) equipadas en un cazabombardero F-111.

Una bomba antipista es un sistema de ataque a tierra que incluye bombas o bombetas diseñadas para inutilizar la superficie de las pistas de un aeropuerto o aeródromo con intención de que no puedan ser utilizadas para operaciones de vuelo.
Quizás el primer uso en tiempos de guerra de armas especializadas anti-pista de aterrizaje más decisivo, más conocido y estratégicamente fue por parte de Israel durante la Guerra de los Seis Días de 1967. Las bombas dibber jugaron un papel importante en la destrucción casi completa de la gran Fuerza Aérea Egipcia, principalmente en tierra, en un ataque preventivo israelí en la primera mañana de la guerra gracias a la eficicacia de la mucho más pequeña Fuerza Aérea Israelí en el ataque. La sorprendente eliminación de la fuerza aérea egipcia y la resultante supremacía aérea israelí contribuyeron significativamente al resultado de esa guerra en todos los frentes. La IMI 'Runway Piercing Bomb' era un prototipo de arma antipista israelí-francesa. Utilizaba el frenado del cohete sobre el objetivo y una segunda explosión de cohete se precipitaba a través de la superficie de la pista y explotaba. 
Un sistema disponible a partir de 1977 que diverge del concepto de bomba perforadora de pista francés/israelí utilizado en 1967 es el Matra Durandal, una sola bomba de 450 libras con frenado de paracaídas, propulsor de cohete y dos ojivas. Lo lanzan aviones que vuelan a baja altura, se frena mediante un paracaídas y, cuando se encuentra en el ángulo correcto, dispara un cohete que impacta en la pista. Primero enciende una gran carga explosiva para crear un cráter y luego utiliza una carga más pequeña que ha penetrado el cráter para desplazar las losas de hormigón adyacentes. Las losas, una vez desplazadas, son mucho más difíciles de manejar que un simple agujero que se puede tapar con asfalto. El Durandal se ha exportado ampliamente. El Durandal fue utilizado en 1991 por la Fuerza Aérea de los Estados Unidos en las etapas iniciales de la Guerra del Golfo, lanzado desde F-111 Aardvarks contra aeródromos iraquíes.
Otro, ahora retirado del servicio, fue el JP233, un sistema dispensador y de submuniciones. Un avión sobrevolaría la pista objetivo y liberaría una mezcla de submuniciones penetrantes y antipersonal para crear cráteres en la pista e impedir los trabajos de reparación. Las minas antipersonal podrían estar armadas con espoletas de retardo, lo que amenazaría a los equipos de reparación de pistas con riesgo de muerte o lesiones corporales. Después de que el Reino Unido firmara un acuerdo internacional que prohibía las minas de racimo, el JP233 fue retirado.